# حوزه انتخابیه کلی کالیفرنیا
حوزه انتخابیه کلی کالیفرنیا (انگلیسی: California's at-large congressional district) یک حوزه انتخابیه مجلس نمایندگان آمریکا که ۵۳ حوزه انتخابیه زیر مجموعه دارد.